# Goya (Madrid)
Goya és un dels 6 barris del Districte de Salamanca, a Madrid. A aquest barri s'hi troba el Palau d'Esports de la Comunitat de Madrid i la Casa de la Moneda

## Límits
El barri és limitat pel carrer Ramón de la Cruz al nod, el carrer Príncipe de Vergara a l'est, el carrer Doctor Esquerdo a l'oest i el carrer O'Donnell al sud. Limita a l'oest amb el barri de Recoletos, al nord amb els barris de Lista i Guindalera, a l'est amb el de Fuente del Berro tots del disctricte de Salamanca; i al sud amb el barri d'Ibiza (Retiro).